# Vassili Ponomariov
Pour les articles homonymes, voir Ponomariov.
Vassili Pavlovitch Ponomariov - en russe : Василий Павлович Пономарёв et en anglais : Vasili Ponomaryov - (né le 13 mars 2002 à Moscou en Russie) est un joueur professionnel russe de hockey sur glace. Il évolue au poste d'attaquant.

## Biographie

### Carrière en club
Formé à l'Orbita Zelenograd, il commence sa carrière junior avec le MHK Krylia Sovetov dans la MHL en 2018. Il est choisi en 9e position lors de la sélection européenne 2019 de la Ligue canadienne de hockey par les Cataractes de Shawinigan. Il part alors en Amérique du Nord et évolue deux saisons dans la Ligue de hockey junior majeur du Québec. Les Hurricanes de la Caroline le choisissent au 2e tour en 53e position lors du repêchage d'entrée dans la LNH 2020. En 2021, il passe professionnel avec le HK Spartak Moscou dans la Ligue continentale de hockey. Il remporte la Coupe Calder 2022 avec les Wolves de Chicago. Le 5 janvier 2024, il joue son premier match dans la Ligue nationale de hockey avec les Hurricanes chez les Capitals de Washington. Il marque alors son premier but dans la LNH et enregistre sa première assistance.

### Carrière internationale
Il représente la Russie au niveau international. Il prend part aux sélections jeunes.

## Statistiques

### En club
| Saison    | Équipe                            | Ligue |    | Saison régulière | Saison régulière | Saison régulière | Saison régulière | Saison régulière |   | Séries éliminatoires | Séries éliminatoires | Séries éliminatoires | Séries éliminatoires | Séries éliminatoires |
| Saison    | Équipe                            | Ligue | PJ | B                | A                | Pts              | Pun              | PJ               | B | A                    | Pts                  | Pun                  |                      |                      |
| 2018-2019 | MHK Krylia Sovetov                | MHL   | 37 | 9                | 20               | 29               | 12               | -                | - | -                    | -                    | -                    |                      |                      |
| 2019-2020 | Cataractes de Shawinigan          | LHJMQ | 57 | 18               | 31               | 49               | 15               | -                | - | -                    | -                    | -                    |                      |                      |
| 2020-2021 | Cataractes de Shawinigan          | LHJMQ | 33 | 10               | 28               | 38               | 16               | 5                | 3 | 1                    | 4                    | 2                    |                      |                      |
| 2021-2022 | HK Spartak Moscou                 | KHL   | 14 | 1                | 1                | 2                | 0                | -                | - | -                    | -                    | -                    |                      |                      |
| 2021-2022 | Khimik Voskressensk               | VHL   | 21 | 7                | 6                | 13               | 8                | 6                | 1 | 1                    | 2                    | 2                    |                      |                      |
| 2021-2022 | MHK Spartak                       | MHL   | 4  | 2                | 7                | 9                | 4                | 3                | 1 | 2                    | 3                    | 0                    |                      |                      |
| 2021-2022 | Wolves de Chicago                 | LAH   | 11 | 3                | 7                | 10               | 4                | 18               | 1 | 5                    | 6                    | 4                    |                      |                      |
| 2022-2023 | Wolves de Chicago                 | LAH   | 64 | 24               | 22               | 46               | 32               | -                | - | -                    | -                    | -                    |                      |                      |
| 2023-2024 | Hurricanes de la Caroline         | LNH   | 2  | 1                | 1                | 2                | 0                | -                | - | -                    | -                    | -                    |                      |                      |
| 2023-2024 | Roadrunners de Tucson             | LAH   | 2  | 0                | 0                | 0                | 0                | -                | - | -                    | -                    | -                    |                      |                      |
| 2023-2024 | Wolves de Chicago                 | LAH   | 39 | 8                | 21               | 29               | 14               | -                | - | -                    | -                    | -                    |                      |                      |
| 2023-2024 | Penguins de Wilkes-Barre/Scranton | LAH   | 4  | 1                | 0                | 1                | 2                | -                | - | -                    | -                    | -                    |                      |                      |
| 2024-2025 | Penguins de Pittsburgh            | LNH   | 7  | 0                | 0                | 0                | 2                | -                | - | -                    | -                    | -                    |                      |                      |
| 2024-2025 | Penguins de Wilkes-Barre/Scranton | LAH   | 55 | 15               | 26               | 41               | 44               | 2                | 0 | 0                    | 0                    | 0                    |                      |                      |

### En équipe nationale
| Année | Compétition                 |   | PJ | B | A | Pts | Pun | +/-             |  | Résultat |
| 2021  | Championnat du monde junior | 7 | 3  | 0 | 3 | 0   | -3  | Quatrième place |  |          |